# George Worthington (Tennisspieler)
George Allan Worthington (* 10. Oktober 1928 in Sydney, New South Wales; † 8. Dezember 1964 in Westminster, London) war ein australischer Tennisspieler und -trainer.

## Leben und Leistung
Bereits in seiner Jugend zeigte Worthington ein großes Talent. Im Alter von 11 Jahren konnte er ein Turnier gewinnen, obwohl er zuvor nie einen Tennisschläger gehalten hat. Bereits 1944 gewann er einen Titel bei den New-South-Wales-Hartplatzmeisterschaften.
Worthingtons Karriere als Tennisprofi dauerte von 1956 bis 1960, zuvor war er seit 1945 als Amateur aktiv gewesen. Seine größten Erfolge sind der dreimalige Gewinn der Australian Open im Mixed-Bewerb in den Jahren 1951, 1952 und 1955, allesamt errungen mit seiner Partnerin Thelma Coyne Long. 1947 erreichte er zudem das Finale der Australian Open und 1949 jenes der US Open im Herrendoppel.
Insgesamt konnte Worthington 20 Turniere gewinnen. Nach seiner aktiven Karriere trainierte er das englische Team im Davis Cup und im Wightman Cup. Der Australier verstarb 1964 im Alter von nur 36 Jahren.

## Erfolge

### Doppel

#### Finalteilnahmen
| Nr. | Datum             | Turnier                  | Belag | Partner       | Finalgegner                | Ergebnis      |
| --- | ----------------- | ------------------------ | ----- | ------------- | -------------------------- | ------------- |
| 1.  | 29. Januar 1947   | Australian Championships | Rasen | Frank Sedgman | Adrian Quist John Bromwich | 1:6, 3:6, 1:6 |
| 2.  | 5. September 1949 | U. S. Championships      | Rasen | Frank Sedgman | John Bromwich Bill Sidwell | 4:6, 0:6, 1:6 |

### Mixed

#### Turniersiege
| Nr. | Datum           | Turnier                  | Belag | Partner           | Finalgegner                | Ergebnis      |
| --- | --------------- | ------------------------ | ----- | ----------------- | -------------------------- | ------------- |
| 1.  | 31. Januar 1951 | Australian Championships | Rasen | Thelma Coyne Long | Clare Proctor Jack May     | 6:4, 3:6, 6:2 |
| 2.  | 28. Januar 1952 | Australian Championships | Rasen | Thelma Coyne Long | Gwen Thiele Tom Warhurst   | 9:7, 7:5      |
| 2.  | 31. Januar 1955 | Australian Championships | Rasen | Thelma Coyne Long | Jenny Staley Hoad Lew Hoad | 6:2, 6:1      |